# 時代租車
時代租車（日语：タイムズカーレンタル）乃日本汽車租賃公司「時代運輸網絡公司（日语：タイムズモビリティネットワークス株式会社）」所使用的品牌名稱，創立於1965年11月8日，曾為馬自達汽車公司之子公司。2004年9月前者讓售67.7%之持股給NIF SMBC創業投資有限公司、26%之持股給住商汽車貸款有限公司之後，馬自達汽車公司已退出經營。2009年3月25日，普客二四（パーク24株式会社）公司為了經營汽車共享事業而入主馬自達租車，2011年6月5日將商號改為「時代運輸網絡公司」（タイムズモビリティネットワークス株式会社），2013年4月將品牌名稱變更成現名。目前在日本及海外的店鋪共469家，車輛總數則達26,206輛。

## 公司沿革
- 1965年11月8日：「西日本馬自達租車公司」（株式会社西日本マツダレンタカー）於廣島市八丁堀13番15號創立。
- 1967年7月：馬自達汽車公司入股該公司，並更名成「馬自達租車公司」（株式会社マツダレンタカー）。
- 1973年2月：成立首家直營店「松江車站前營業所」，並開始出租卡車。
- 1976年12月：開始經營汽車貸款融資業務，並出租廂型車。
- 1982年10月：開放加盟商參加。
- 1986年2月：更名為「馬自達出租租賃公司」（株式会社マツダレンタリース）。
- 2002年9月2日：將融資部門切割，另成立馬自達租車公司（株式会社マツダレンタカー）。
- 2004年9月：馬自達汽車將持有股份出售給NIF SMBC創業投資有限公司（大和SMBC資本公司（日语：大和SMBCキャピタル）前身）與住商汽車貸款有限公司（住友三井汽車貸款公司（日语：住友三井オートサービス）前身）[1]。
- 2005年2月：成立汽車共享事業部，名為「Carshare24」（カーシェア24）。
- 2006年7月：開始與歐洛普卡租車合作。
- 2009年3月25日：普客二四公司收購馬自達租車公司[2]。
- 2010年6月：將汽車共享業務之品牌名稱改成「Times Plus」（タイムズプラス）；同年7月參與福岡市的「EV汽車共享事業」計畫。
- 2011年6月：公司名稱改成現行之「時代運輸網絡公司」，但仍保有「馬自達租車」之品牌，並將總部遷移至廣島市中區鐵砲町現址。
- 2014年3月：品牌名稱改成時代租車。

### 車種
出租車輛基本上以馬自達旗下車款為主，不過2004年馬自達公司退出經營後，該公司亦採用日產汽車、速霸陸汽車、大發汽車、三菱汽車等車廠之車種。少部分營業所備有福特、福斯等進口車款，某些營業所甚至提供馬自達RX-8、馬自達Roadster等日本租車業界罕見的跑車車種給消費者做選擇。
2006年東京車站八重洲分店曾試驗性地導入哈雷製造的三輪摩托車，後來該家分店又導入以山葉機車改裝的速克達式三輪車。此外，位於千葉市中央區的蘇我站前分店與千葉中央車站分店亦曾提供三輪摩托車出租，但2009年3月31日終止此服務。

### 汽車共享
2005年2月該公司推出「Carshare24」為名之汽車共享服務，初期在廣島市西區實施，目前已經推展到全日本18個城市之多。2009年7月17日起陸續在東京六本木、澀谷、青山等地區設置分店，8月底已經在前述地區超過100個關係企業直營的停車場配置約200輛馬自達Demio或大發Move等車款。2010年6月該業務名稱改成「Times Plus」，全日本設有396個分店、配置629部車輛，且同年7月會員人數突破1萬人。2011年5月1日母公司普客二四將汽車共享業務切割出來，另外成立「時代24有限公司」。

## 內部連結
- 汽車租賃
- 普客二四

## 外部連結
- 官方网站
- 全球官方網站 （页面存档备份，存于）
- （日語）時代運輸網絡公司官方網站 （页面存档备份，存于）